# Monogant
 (juin 2023).
Si vous disposez d'ouvrages ou d'articles de référence ou si vous connaissez des sites web de qualité traitant du thème abordé ici, merci de compléter l'article en donnant les références utiles à sa vérifiabilité et en les liant à la section « Notes et références ».

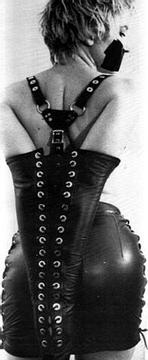
Monogant.

Le monogant est un des nombreux types d'entraves utilisées dans les jeux de bondage.
L'invention du monogant, sous le terme anglais de single glove, est fréquemment attribuée au dessinateur et photographe britannique John Willie.
Les monogants sont habituellement fabriqués en cuir, même si d'autres matières appréciées des fétichistes sont utilisées à l'occasion, comme l'élasthanne ou le latex voire le jean.
Le monogant a la forme d'un fourreau conique ou d'une manche fermée à une extrémité. Le gant emprisonne ensemble les deux bras du porteur derrière son dos, du bout des doigts jusqu'au biceps. Le monogant est typiquement fermé par laçage ou par une glissière et souvent renforcé par un ensemble de sangles au niveau des poignets et des coudes.
Afin d'empêcher le porteur de dégager ses bras du monogant par des contorsions, des sangles supplémentaires viennent renforcer l'ensemble : la combinaison la plus fréquente consiste en une paire de sangles/bretelles qui partent du haut du gant (contre le dos), passent sur les épaules, puis sous les aisselles pour venir se fixer dans des boucles situées en haut du gant côté extérieur. Ces bretelles sont souvent croisées entre les omoplates ou sur la poitrine afin d'empêcher qu'elles ne glissent des épaules ; la position avec croisement sur la poitrine présente toutefois des risques d'étranglement dans le cas où les sangles glissent en remontant vers le cou du porteur.
D'autres combinaisons existent : une sangle reliant les bretelles sur la poitrine ; une sangle formant une bretelle en forme de Y au lieu d'une paire croisée ; enfin, une seule sangle qui part du fourreau, remonte le long du dos et du cou et va se connecter à un collier. L'extrémité du monogant, au niveau des doigts possède souvent un anneau en forme de D permettant d'attacher les bras en position d'estrapade ou de crapaudine, ou bien même l'avant d'une ceinture, en passant une sangle du bout du gant et par l'entre-jambes.
En raison de la contrainte extrême créée par la position des bras, le port d'un monogant peut provoquer des lésions aux tissus les moins résistants des épaules tels que les cartilages, ainsi que des problèmes de circulation au niveau des mains. Seules les personnes les plus souples peuvent les porter sur une durée prolongée. 
En revanche, pour celles et ceux qui ont la souplesse suffisante pour supporter d'avoir les bras serrés derrière le dos jusqu'au point où les coudes se touchent, le monogant est une entrave plus confortable que des cordes serrées dans une position aussi extrême. Dans cette position, il convient cependant de veiller rigoureusement à éviter le déboitement des épaules.
Il existe de nombreuses variations à partir du monogant, comme une manche qui entrave les bras des biceps aux poignets, permettant ainsi une certaine liberté de mouvement des doigts, ou bien un monogant incorporé dans un vêtement (blouson, combinaison ou robe) à la place des manches normales.

## Culture grand public
Le vidéo-clip de Madonna Human Nature met en scène pendant quelques secondes une femme entravée dans un monogant.